# ناحیه آستین (شهرستان مکاستا، میشیگان)
ناحیه آستین (به انگلیسی: Austin Township) یک منطقهٔ مسکونی در ایالات متحده آمریکا است که در شهرستان میکوستا، میشیگان واقع شده‌است.
 ناحیه آستین ۹۲٫۵ کیلومتر مربع مساحت و ۱٬۴۱۵ نفر جمعیت دارد و ۳۱۱ متر بالاتر از سطح دریا واقع شده‌است.